# Mount Bird (Mac. Robertson Land i Antarktis)
Mount Bird är ett berg i Antarktis. Det ligger i Östantarktis. Australien gör anspråk på området. Toppen på Mount Bird är 1 111 meter över havet.
Terrängen runt Mount Bird är platt åt sydväst, men åt nordost är den kuperad. Trakten är obefolkad. Det finns inga samhällen i närheten.